# Tokkun Studio
 (février 2024).
Si vous disposez d'ouvrages ou d'articles de référence ou si vous connaissez des sites web de qualité traitant du thème abordé ici, merci de compléter l'article en donnant les références utiles à sa vérifiabilité et en les liant à la section « Notes et références ».
Tokkun Studio est à l'origine une entreprise de sous-traitance dans les domaines du jeu vidéo, du cinéma et d'internet.
Basée au Japon (Kyoto) et en France (Reims), la société compte parmi ses clients: Warner Bros, Pixar, Disney, Squareenix, CD Projekt RED, Sony, Ubisoft, King, Kabam, Activision, Gameloft, Virtuos Games, Directive Games, Nordeus, etc.

## Projets principaux en tant que sous-traitant
- Lord of the Rings : Legends of the middle-earth
- Pacific Rim: Uprising
- Gwent: The Witcher Card Game
- The Walking Dead[Lequel ?]
- Gauntlet[Lequel ?]
- Ready Player One
- Solasta
- V-Rally 4
- TT Isle of Man: Ride on the Edge
- Zodiac
- Cahem
- Project Hikari
- Olympians vs Titans
- Dungeon Gems
- Gods of Rome
- 2Dark
- Z-Empire Fallout
- Terra 2054
- Glory Ridge
- Siege Titan Wars
- Lucha Fury
- Battleship Empire
- Robot Unicorn Attack
- Faeria
- Eden